# Kuki
Kuki (japanska: 久喜市  ?, Kuki-shi) är en stad i Saitama prefektur i Japan. Staden fick stadsrättigheter 1971.